# Tro Bro Leon
El Tro Bro Leon (del bretón Vuelta a Léon) es una carrera ciclista profesional francesa que se disputa en  Lannilis (departamento de Finisterre, Bretaña), y sus alrededores, en el mes de abril.
Se disputa ininterrumpidamente desde 1984. Desde la creación de los Circuitos Continentales UCI en 2005 forma parte del UCI Europe Tour, dentro de la categoría 1.1. También pertenece a la Copa de Francia de Ciclismo.
La principal peculiaridad de la prueba son los 24 tramos de grava, pavé y tierra que tiene repartidos por sus 200 km aproximados de recorrido, sumando un total de casi 30 km sin pavimentar. Por estas difíciles condiciones la prueba es conocida como Le Petit Paris-Roubaix, en referencia a su parecido a la gran clásica. Otra prueba de similares características debido a sus diferentes tramos sin asfaltar, ya que no solo incluyen pavé sino otro tipo de superficies, es la Montepaschi Eroica. Siempre finaliza en Lannilis.
El corredor que más veces se ha impuesto es el francés Philippe Dalibard, con tres victorias.

## Palmarés
| Año  | Ganador              | Segundo              | Tercero                      |           |
| ---- | -------------------- | -------------------- | ---------------------------- | --------- |
| 1984 | Bruno Chemin         | Jean-Jacques Lamour  | Marcel Richeux               |           |
| 1985 | Bruno Chemin         | Hubert Graignic      | Dominique Le Bon             |           |
| 1986 | Philippe Dalibard    | Jean-Jacques Lamour  | Marc Hibou                   |           |
| 1987 | Dominique Le Bon     | Philippe Beau        | Jean-Jacques Lamour          |           |
| 1988 | Philippe Dalibard    | Stéphane Piriac      | Dominique Le Bon             |           |
| 1989 | Philippe Dalibard    | Serge Oger           | Bertrand Sourget             |           |
| 1990 | Marc Hibou           | Philippe Dalibard    | Emmanuel Mallet              |           |
| 1991 | William Milloux      | Loïc Le Flohic       | Xavier Brissaud              |           |
| 1992 | Jaan Kirsipuu        | Jean-Louis Conan     | Jean-Marc Barbé              |           |
| 1993 | Jean-Philippe Rouxel | Michel Lallouët      | Francis Urien                |           |
| 1994 | Stéphane Pétilleau   | Serge Oger           | Jean-Jacques Lamour          |           |
| 1995 | Camille Coualan      | Philippe Le Barbier  | Sylvain Desbois              |           |
| 1996 | Thierry Bricaud      | Francis Urien        | Walter Bénéteau              |           |
| 1997 | Frédéric Delalande   | Jean-Philippe Rouxel | Franck Laurance              |           |
| 1998 | Frédéric Delalande   | Francis Urien        | Jean-Michel Thilloy          |           |
| 1999 | Jean-Michel Thilloy  | Ludovic Capelle      | Ludovic Auger                |           |
| 2000 | Jo Planckaert        | Samuel Sánchez       | Ludovic Capelle              |           |
| 2001 | Jacky Durand         | Erwin Thijs          | Eddy Lembo                   |           |
| 2002 | Baden Cooke          | Walter Bénéteau      | Sébastien Hinault            |           |
| 2003 | Samuel Dumoulin      | Philippe Gilbert     | Didier Rous                  |           |
| 2004 | Samuel Dumoulin      | Christophe Mengin    | Bert Scheirlinckx            |           |
| 2005 | Tristan Valentin     | Cédric Coutouly      | Michail Viktorovich Timoshin |           |
| 2006 | Mark Renshaw         | Alexandr Usov        | Jean-Patrick Nazon           |           |
| 2007 | Saïd Haddou          | Sébastien Chavanel   | Christophe Diguet            |           |
| 2008 | Frédéric Guesdon     | Maxim Gourov         | Julien Belgy                 |           |
| 2009 | Saïd Haddou          | Stéphane Bonsergent  | Lilian Jégou                 |           |
| 2010 | Jérémy Roy           | Renaud Dion          | Lloyd Mondory                |           |
| 2011 | Vincent Jérôme       | Will Routley         | Arnold Jeannesson            |           |
| 2012 | Ryan Roth            | Benoît Jarrier       | Guillaume Boivin             |           |
| 2013 | Francis Mourey       | Johan Le Bon         | Anthony Geslin               |           |
| 2014 | Adrien Petit         | Flavien Dassonville  | Cédric Pineau                |           |
| 2015 | Alexandre Geniez     | Benoît Jarrier       | Florian Sénéchal             |           |
| 2016 | Martin Mortensen     | Peter Williams       | Florian Vachon               |           |
| 2017 | Damien Gaudin        | Frederik Backaert    | Benjamin Giraud              |           |
| 2018 | Christophe Laporte   | Damien Gaudin        | Jelle Mannaerts              |           |
| 2019 | Andrea Vendrame      | Baptiste Planckaert  | Emil Vinjebo                 |           |
| 2020 | cancelada            | cancelada            | cancelada                    | cancelada |
| 2021 | Connor Swift         | Piet Allegaert       | Baptiste Planckaert          |           |
| 2022 | Hugo Hofstetter      | Luca Mozzato         | Connor Swift                 |           |
| 2023 | Giacomo Nizzolo      | Arnaud De Lie        | Nils Eekhoff                 |           |
| 2024 | Arnaud De Lie        | Clément Venturini    | Pierre Gautherat             |           |
| 2025 | Bastien Tronchon     | Pierre Gautherat     | Valentin Madouas             |           |

## Palmarés por países
| País        | Victorias |
| ----------- | --------- |
| Francia     | 31        |
| Australia   | 2         |
| Italia      | 2         |
| Bélgica     | 2         |
| Estonia     | 1         |
| Canadá      | 1         |
| Dinamarca   | 1         |
| Reino Unido | 1         |